# Sittardheide
Sittardheide ist eine Honschaft (Ortsteil) des Stadtteils Rheindahlen-Land im Stadtbezirk West (bis 22. Oktober 2009 Rheindahlen) in Mönchengladbach.

## Kultur und Sehenswürdigkeiten
In Sittardheide befindet sich mit der Josefskapelle Sittardheide eine Mitte des 19. Jahrhunderts erbaute denkmalgeschützte Kapelle.